# Melitaea
Pour les articles homonymes, voir Melite (homonymie).
Genre

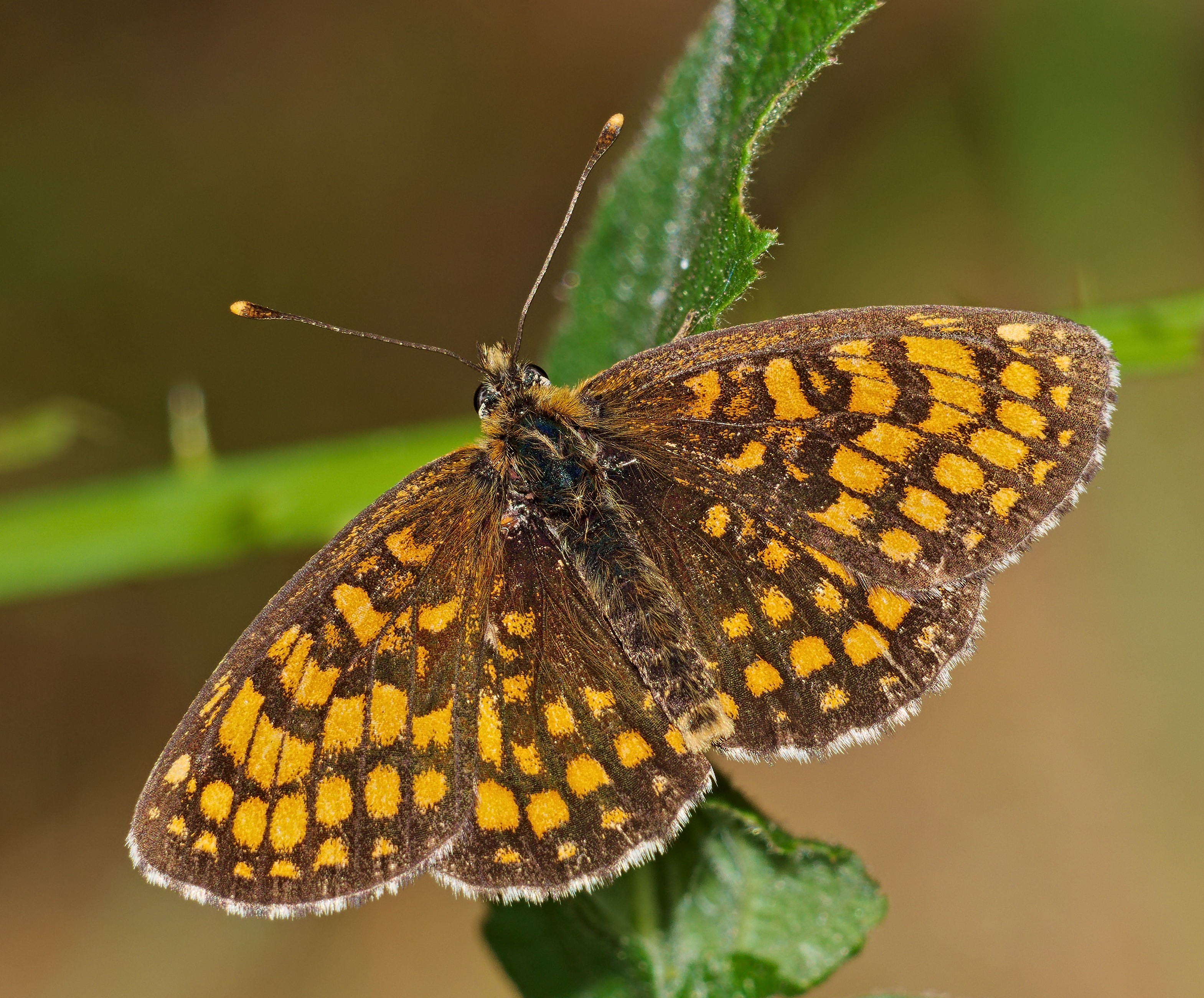
Un mâle de Melitaea à Wendisch Rietz, en Allemagne.

Melitaea est un genre de lépidoptères (papillons) à répartition principalement paléarctique, qui appartient à la famille des Nymphalidae, à la sous-famille des Nymphalinae et à la tribu des Melitaeini.
Ses espèces sont appelées en français « mélitées » et, pour certaines d'entre elles, « damiers ».

## Répartition
Le genre Melitaea est principalement paléarctique et comporte environ 90 espèces.
Une quinzaine d'entre elles sont présentes en Europe, et au moins cinq en Afrique.

## Systématique
Le genre Melitaea a été décrit par l'entomologiste danois Johan Christian Fabricius en 1807. Son espèce type est Melitaea cinxia (Linnaeus, 1758).
Synonymes :
- Schoenis Hübner, [1819]
- Cinclidia Hübner, [1819]
- Mellicta Billberg, 1820
- Melinaea Sodoffsky, 1837
- Didymaeformia Verity, 1950
- Athaliaeformia Verity, 1950

Au sein de l'ordre des lépidoptères, le genre Melitaea fait partie de la famille des Nymphalidae, de la sous-famille des Nymphalinae, de la tribu des Melitaeini et de la sous-tribu des Melitaeina.
La phylogénétique moléculaire a permis, au début du XXIe siècle, d'élucider les liens de parentés entre Melitaea et les autres genres de Melitaeini, et, dans une large mesure, entre les différentes espèces du genre Melitaea,. 
Les anciens genres Cinclidia, Didymaeformia et Mellicta ont été synonymisés avec Melitaea.

## Liste d'espèces

### SelonNCBI(1 nov. 2010)[6]
- Melitaea acraeina (Staudinger, 1886)
- Melitaea aetherie Hübner, 1826 — Mélitée andalouse
- Melitaea ala Staudinger, 1881
- Melitaea ambigua
- Melitaea ambrisia Higgins, 1935
- Melitaea amoenula C. et R. Felder, 1867
- Melitaea arcesia Bremer, 1861
- Melitaea arduinna (Esper, 1784) — Mélitée pont-euxine
- Melitaea asteria
- Melitaea athalia (Rottemburg, 1775) — Mélitée du mélampyre
- Melitaea athene Staudinger, 1881
- Melitaea aurelia (Nickerl, 1850) — Mélitée des digitales
- Melitaea avinovi Sheljuzhko, 1914
- Melitaea bellona Leech, 1892
- Melitaea britomartis
- Melitaea cassandra
- Melitaea casta (Kollar, 1848)
- Melitaea caucasogenita
- Melitaea centralasiae
- Melitaea chitralensis Moore, 1901
- Melitaea cinxia (Linnaeus, 1758) — Mélitée du plantain ou Déesse à ceinturons ou Damier du plantain.
- Melitaea collina Lederer, 1861
- Melitaea consulis Wilthsire, 1941
- Melitaea deione Geyer, 1832 - Mélitée des linaires -
- Melitaea diamina (Lang, 1789) — Mélitée noirâtre ou Damier noir
- Melitaea didyma (Esper, 1777) — Mélitée orangée ou Damier orangé
- Melitaea didymina Staudinger, 1895
- Melitaea didymoides Eversmann, 1847
- Melitaea elisabethae Avinoff, 1910
- Melitaea enarea Fruhstorfer, 1916
- Melitaea fergana Staudinger, 1882
- Melitaea gina Higgins, 1941
- Melitaea infernalis Grum-Grshimailo, 1891
- Melitaea interrupta Kolenati, 1846
- Melitaea jezabel Oberthür, 1888
- Melitaea latonigena Eversmann, 1847
- Melitaea ludmilla Churkin, Kolesnichenko et Tuzov, 2000
- Melitaea lunulata Staudinger, 1901
- Melitaea lutko Evans, 1932
- Melitaea menetriesi
- Melitaea minerva Staudinger, 1881
- Melitaea ninae Sheljuzhko, 1935
- Melitaea pallas Staudinger, 1886
- Melitaea parthenoides
- Melitaea persea Kollar, 1850
- Melitaea phoebe (Denis et Schiffermüller, 1775) — Mélitée des centaurées ou Grand damier
- Melitaea plotina
- Melitaea protomedia
- Melitaea punica Oberthür, 1876
- Melitaea romanovi Grum-Grshimailo, 1891
- Melitaea saxatilis Christoff, 1876
- Melitaea scotosia Butler, 1878
- Melitaea shandura Evans, 1924
- Melitaea sibina Alphéraky, 1881
- Melitaea solona Alphéraky, 1881
- Melitaea sultanensis Staudinger, 1886
- Melitaea sutschana Staudinger, 1892
- Melitaea trivia (Denis et Schiffermüller, 1775) — Mélitée du bouillon-blanc
- Melitaea varia  Meyer-Dür, 1851 – Mélitée de la gentiane
- Melitaea wiltshirei Higgins, 1941

### Selon funet

#### Groupecinxia
- Melitaea amoenula C. et R. Felder, 1867.
- Melitaea arcesia Bremer, 1861.
- Melitaea balbita Moore, 1874.
- Melitaea bellona Leech, 1892.
- Melitaea cinxia (Linnaeus, 1758) — Mélitée du plantain ou Damier du plantain.
- Melitaea diamina (Lang, 1789) — Mélitée noirâtre ou Damier noir.
- Melitaea jezabel Oberthür, 1888.
- Melitaea protomedia Ménétriés, 1859.
- Melitaea sindura Moore, 1865[2].

#### Groupedidyma
- Melitaea abyssinica Oberthür, 1909; présent en Afrique.
- Melitaea acraeina (Staudinger, 1886).
- Melitaea agar Oberthür, 1888.
- Melitaea ala Staudinger, 1881.
- Melitaea alraschid Higgins, 1941.
- Melitaea ambrisia Higgins, 1935.
- Melitaea arduinna (Esper, 1784) — Mélitée pont-euxine.
- Melitaea athene Staudinger, 1881.
- Melitaea avinovi Sheljuzhko, 1914.
- Melitaea casta (Kollar, 1848).
- Melitaea chitralensis Moore, 1901.
- Melitaea deserticola Oberthür, 1876 — Mélitée de l'érémial présent en Afrique.
- Melitaea didyma (Esper, 1777) — Mélitée orangée ou Damier orangé.
- Melitaea didymina Staudinger, 1895.
- Melitaea didymoides Eversmann, 1847.
- Melitaea enarea Fruhstorfer, 1916.
- Melitaea fergana Staudinger, 1882.
- Melitaea infernalis Grum-Grshimailo, 1891.
- Melitaea interrupta Kolenati, 1846.
- Melitaea jitka Weiss et Major, 2000.
- Melitaea kotshubeji Sheljuzhko, 1929.
- Melitaea latonigena Eversmann, 1847.
- Melitaea lunulata Staudinger, 1901.
- Melitaea lutko Evans, 1932.
- Melitaea meherparvari Carbonell, 2007.
- Melitaea mimetica Higgins, 1940.
- Melitaea mixta Evans, 1912.
- Melitaea ninae Sheljuzhko, 1935.
- Melitaea persea Kollar, 1850.
- Melitaea pseudoala Sheljuzhko, 1928.
- Melitaea robertsi Butler, 1880.
- Melitaea romanovi Grum-Grshimailo, 1891.
- Melitaea sarvistana Wiltshire, 1941.
- Melitaea saxatilis Christoff, 1876.
- Melitaea shandura Evans, 1924.
- Melitaea sutschana Staudinger, 1892.
- Melitaea trivia (Denis et Schiffermüller, 1775) — Mélitée du bouillon-blanc.
- Melitaea yuenty Oberthür, 1888[2].

#### Groupeminerva
- Melitaea asteroidea Staudinger, 1881.
- Melitaea balba Evans, 1912.
- Melitaea elisabethae Avinoff, 1910.
- Melitaea ludmilla Churkin, Kolesnichenko et Tuzov, 2000.
- Melitaea minerva Staudinger, 1881.
- Melitaea pallas Staudinger, 1886.
- Melitaea solona Alphéraky, 1881.
- Melitaea sultanensis Staudinger, 1886.
- Melitaea turanica Erschoff, 1874[2].

#### Non classés
- Melitaea paludani Clench & Shoumatoff, 1956
- Melitaea tangigharuensis de Freina, 1980
- Melitaea wiltshirei Higgins, 1941[2].

#### Groupephoebe
- Melitaea aetherie Hübner, 1826 — Mélitée andalouse.
- Melitaea collina Lederer, 1861.
- Melitaea consulis Wilthsire, 1941.
- Melitaea gina Higgins, 1941.
- Melitaea kuchi Wyatt, 1961.
- Melitaea phoebe (Denis et Schiffermüller, 1775) — Grand damier.
- Melitaea pseudosibina Alberti, 1969.
- Melitaea punica Oberthür, 1876.
- Melitaea scotosia Butler, 1878.
- Melitaea sibina Alphéraky, 1881.
- Melitaea turkmanica Higgins, 1940[2].

#### Groupeaurelia
- Mellicta alatauica (Staudinger, 1881) — dans le sud-est du Kazakhstan.
- Mellicta ambigua (Ménétriés, 1859) — nord-est de l'Asie, Corée et Japon.
- Mellicta asteria (Freyer, 1828) — Mélitée des Grisons — dans les Alpes.
- Mellicta athalia (Rottemburg, 1775) — Mélitée du mélampyre — ou Damier Athalie dans toute l'Europe et l'Asie tempérée.
- Mellicta aurelia (Nickerl, 1850) — Mélitée des digitales — du sud de l'Europe (et l'ouest de la France) au sud-ouest de la Sibérie.
- Mellicta britomartis (Assmann, 1847) — Mélitée des véroniques.
- Mellicta caucasogenita (Verity, 1930) — dans le nord-est de la Turquie.
- Mellicta deione (Geyer, 1832) — Mélitée des linaires — en Afrique du Nord et dans le sud de l'Europe.
- Mellicta menetriesi (Caradja, 1895) — au Kamtchatka.
- Mellicta parthenoides (Keferstein, 1851) — Mélitée des scabieuses — dans l'ouest de l'Europe.
- Mellicta plotina (Bremer, 1861) — dans l'ouest de l'Asie (Altaï).
- Mellicta rebeli (Wnukowsky, 1929).
- Mellicta varia (Meyer-Dür, 1851) — Mélitée de la gentiane — dans les Alpes et les Apennins.

## Espèces européennes
Selon Fauna Europaea (15 nov. 2016), les espèces européennes du genre Melitaea sont :
- Melitaea aetherie — Mélitée andalouse
- Melitaea arduinna — Mélitée pont-euxine
- Melitaea asteria — Mélitée des Grisons
- Melitaea athalia — Mélitée du mélampyre ou Damier Athalie
- Melitaea aurelia — Mélitée des digitales
- Melitaea britomartis — Mélitée des véroniques
- Melitaea cinxia — Mélitée du plantain ou Déesse à ceinturons ou Damier du plantain
- Melitaea deione — Mélitée des linaires
- Melitaea diamina — Mélitée noirâtre ou Damier noir
- Melitaea didyma — Mélitée orangée ou Damier orangé
- Melitaea parthenoides — Mélitée des scabieuses
- Melitaea phoebe — Mélitée des centaurées ou Grand damier
- Melitaea punica
- Melitaea telona
- Melitaea trivia — Mélitée du bouillon-blanc
- Melitaea varia — Mélitée de la gentiane

auxquelles s'ajoutent ces taxons récemment élevés au rang d'espèce :
- Melitaea ignasiti — Mélitée catalane
- Melitaea ornata — Mélitée sicilienne